# John Jarlén
Johan Jonatan Assaf (John) Jarlén (Göteborg, 4 november 1880 - Göteborg, 18 april 1955) was een Zweeds turner.
Jarlén won met het Zweedse team de meerkampwedstrijd tijdens de Olympische Zomerspelen 1908. Jarlén was van beroep architect.

## Olympische Zomerspelen
| Jaar | Plaats | Resultaten |
| ---- | ------ | ---------- |
| 1908 | Londen | team       |